# Фра-Дияволо (опера)
«Фра-Дияволо, або Заїзд у Террачині» (фр. Fra Diavolo ou L'Hôtellerie de Terracine) — комічна опера на 3 дії французького композитора Данієля-Франсуа-Еспрі Обера.
Вперше виконана 28 січня 1830 року на сцені паризького театру Комічної опери. Автор лібрето — Ежен Скріб. Події в ній розгортаються навколо фігури відомого італійського розбійника і борця з французькою окупацією в південній Італії на межі XVIII—XIX століть Мікеле Пецца, прозваного Фра-Дияволо.
Тривалість опери — близько 2,5 годин.